# کوجاو
کوجاو (به لاتین: Quzhou) یک شهر مرکزی در جمهوری خلق چین است که در چجیانگ واقع شده‌است.

## خصوصیات
کوجاو ۸٬۸۴۶ کیلومترمربع مساحت و ۲٬۴۵۶٬۱۰۰ نفر جمعیت دارد.